# Asrate Mariam Yemmeru
Asrate Mariam Yemmeru (Debrebrahan, 4 aprile 1904 – 10 settembre 1990) è stato il primate della Chiesa cattolica etiope dal 1961 al 1977.

## Biografia
Asrate Mariam Yemmeru nacque il 4 aprile 1904 a Debrebrahan, nell'Impero d'Etiopia. Venne ordinato sacerdote l'11 giugno 1934. Fu nominato esarca apostolico di Asmara, in Eritrea, e gli fu assegnata la sede titolare di Urima il 3 febbraio 1958. Ricevette la consacrazione episcopale da Hailé Mariam Cahsai, esarca apostolico di Addis Abeba, il 6 luglio 1958. Fu nominato arcieparca di Addis Abeba il 9 aprile 1961.
Partecipò, in qualità di padre conciliare, alle quattro sessioni del Concilio Vaticano II, tenutosi a Roma dal 1962 al 1965.
Fu Presidente della Conferenza Episcopale Etiope ed Eritrea dal 1967 al 1976.
Si dimise dal suo incarico il 24 febbraio 1977 e assunse il titolo di arcieparca emerito di Addis Abeba, che conservò fino alla sua morte, avvenuta il 10 settembre 1990.

## Genealogia episcopale e successione apostolica
La genealogia episcopale è:
- Cardinale Scipione Rebiba
- Cardinale Giulio Antonio Santori
- Cardinale Girolamo Bernerio, O.P.
- Arcivescovo Galeazzo Sanvitale
- Cardinale Ludovico Ludovisi
- Cardinale Luigi Caetani
- Cardinale Ulderico Carpegna
- Cardinale Paluzzo Paluzzi Altieri degli Albertoni
- Papa Benedetto XIII
- Papa Benedetto XIV
- Papa Clemente XIII
- Cardinale Marcantonio Colonna
- Cardinale Giacinto Sigismondo Gerdil, B.
- Cardinale Giulio Maria della Somaglia
- Cardinale Carlo Odescalchi, S.I.
- Cardinale Costantino Patrizi Naro
- Cardinale Lucido Maria Parocchi
- Papa Pio X
- Papa Benedetto XV
- Papa Pio XII
- Cardinale Eugène Tisserant
- Vescovo Hailé Mariam Cahsai
- Arcivescovo Asrate Mariam Yemmeru

La successione apostolica è:
- Vescovo François Abraha (1961)
- Vescovo Sebhat-Leab Worku, S.D.B. (1971)
- Cardinale Paulos Tzadua (1973)